# Break Away
A Break Away a The Beach Boys dala, amely 1969-ben jelent meg kislemezen. A dalt Brian Wilson és édesapja, Murry Wilson írta, noha utóbbit "Reggie Dunsbar" néven tüntették fel a borítón. Stúdiólemezen nem szerepelt, azonban az évek folyamán számos válogatáslemezen helyet kapott. A kislemez B-oldalán a Celebrate the News című szerzemény szerepel.
A dalt később Brian Wilson így jellemezte: „Ez egy gyönyörű dal. Azt hiszem, ez lehet az egyik leginkább alulértékelt dalom.”
Kereskedelmileg nem volt kiemelkedő lemez, az amerikai listán csupán a 63. helyig jutott, ezzel szemben az Egyesült Királyságban a 6. helyezést érte el. Sikeres lett még Írországban és Hollandiában is, mindkét helyen a 10. helyig jutott a dal.

## Slágerlistás helyezések
| Listák (1969)                            | Legjobb helyezés |
| ---------------------------------------- | ---------------- |
| New Zealand (Listener Chart)             | 20               |
| UK Singles (The Official Charts Company) | 6                |
| US Billboard Hot 100                     | 63               |
| Németország (Media Control Charts)       | 29               |

## Külső hivatkozások
- YouTube-videó. YouTube
- YouTube-videó. YouTube